# إبرام ديكسون
إبرام ديكسون هو محامي وقاضي وسياسي أمريكي، ولد في 23 يوليو 1787، وتوفي في 19 أبريل 1875. نشط حزبياً في حزب اليمين. وقد انتخب عضو مجلس ولاية نيويورك ‏.